# Ralph Pöhland
Ralph Pöhland, né le 8 juin 1946 à Klingenthal et décédé le 7 février 2011 à Plauen, est un coureur est-allemand du combiné nordique, passé à l’Ouest en 1968. Il a par la suite défendu les couleurs sportives de l'Allemagne de l'Ouest. 

## Biographie
Ralph Pöhland était un espoir de médaille pour la RDA aux Jeux olympiques d’hiver de 1968 à Grenoble, mais il avait déjà planifié sa fuite. En janvier 1968, des compétitions préolympiques ont lieu dans la station de sports d'hiver suisse du Brassus. Dans la nuit du 20 janvier, Pöhland s'est enfui de son hébergement, avec l'aide du coureur ouest-allemand Georg Thoma. Déjà planifiée, son intégration dans l'équipe ouest-allemande a été reportée en raison de la pression politique exercée par la RDA et l'Union soviétique. 
Pöhland a été qualifié de « traître » par la propagande de la RDA. Ses parents perdirent leur emploi et son père fut emprisonné. Son ami Andreas Kunz a remporté la médaille de bronze olympique et en RDA, il a été célébré en tant que héros à la place de Pöhland. Cependant, comme il a maintenu l'amitié qu'il portait à Pöhland, il a subi dès 1970 des brimades et même une interdiction d'exercer sa profession. 
Quelques jours après les Jeux d’hiver, Pöhland remporta, le 23 février 1968, les Championnats allemands de ski, devant champion olympique Franz Keller. Il a défendu son titre en 1969. Lors des Jeux olympiques de 1972, à Sapporo, Pöhland représente la République fédérale d'Allemagne et termine dixième d'une épreuve dont le vainqueur est le combiné est-allemand Ulrich Wehling. 
Il participe à quelques compétitions internationales de saut à ski.
Après sa fuite à l'Ouest, Pöhland vécut pendant plus d’un an avec Georg Thoma à Hinterzarten, qui lui trouva un emploi communal : il était chargé de l'entretien des courts de tennis. Après avoir servi en RDA en tant qu'athlète militaire, Pöhland a été repris à la Bundeswehr. Là, il devint sergent dans la 10e division blindée, à Todtnau-Fahl, et devint entraîneur pour les athlètes militaires de haut niveau, parmi lesquels Urban Hettich et Georg Zipfel. Par la suite, Pöhland jouit d'une retraite méritée.